# Liste der 999 Frauen des Heritage Floor/Amazonen
Diese Liste beschreibt das Gedeck für die Amazonen auf dem Tisch der Kunstinstallation The Dinner Party von Judy Chicago. Sie ist Teil der Liste der 999 Frauen des Heritage Floor, die den jeweiligen Gedecken auf dem Tisch zugeordnet sind. Die Namen der 999 Frauen befinden sich auf den Kacheln des Heritage Floor, der unterhalb des Tisches angeordnet, zur Kunstinstallation gehört.

## Beschreibung
Die Installation besteht aus einem dreiseitigen Tisch, an dem jeweils 13 historische oder mythologische Persönlichkeiten, somit insgesamt 39 Personen, von der Urgeschichte bis zur Frauenrechtsbewegung Platz finden. Diesen Personen wurde am Tisch jeweils ein Gedeck bestehend aus einem individuell gestalteten Tischläufer, einem individuell gestalteten Teller sowie einem Kelch, Messer, Gabel, Löffel und einer Serviette zugeordnet. Die erste Seite des Tisches widmet sich der Urgeschichte bis zur Römischen Kaiserzeit, die zweite der Christianisierung bis zur Reformation und die dritte von der Amerikanischen Revolution bis zur Frauenbewegung. Jedem Gedeck auf dem Tisch sind weitere Persönlichkeiten zugeordnet, die auf den Fliesen des Heritage Floor, der den Raum unter dem Tisch und die Mitte des Raumes zwischen den Seite des Tisches einnimmt, einen Eintrag erhalten haben. Diese Liste erfasst die Persönlichkeiten, die dem Gedeck der Amazonen zugeordnet sind. Ihr Platz befindet sich an der ersten Tischseite.

### Hinweise
Zusätzlich zu den Namen wie sie in der deutschen Transkription oder im wissenschaftlichen Sprachgebrauch benutzt werden, wird in der Liste die Schreibweise aufgeführt, die von Judy Chicago auf den Kacheln gewählt wurde.
Die Angaben zu den Frauen, die noch keinen Artikel in der deutschsprachigen Wikipedia haben, sind durch die unter Bemerkungen angeführten Einzelnachweise referenziert. Sollten einzelne Angaben in der Tabelle nicht über die Hauptartikel referenziert sein, so sind an der entsprechenden Stelle zusätzliche Einzelnachweise angegeben. Bei Abweichungen zwischen belegten Angaben in Wikipedia-Artikeln und den Beschreibungen des Kunstwerks auf der Seite des Brooklyn Museums wird darauf zusätzlich unter Bemerkungen hingewiesen.

### Gedeck für die Amazonen

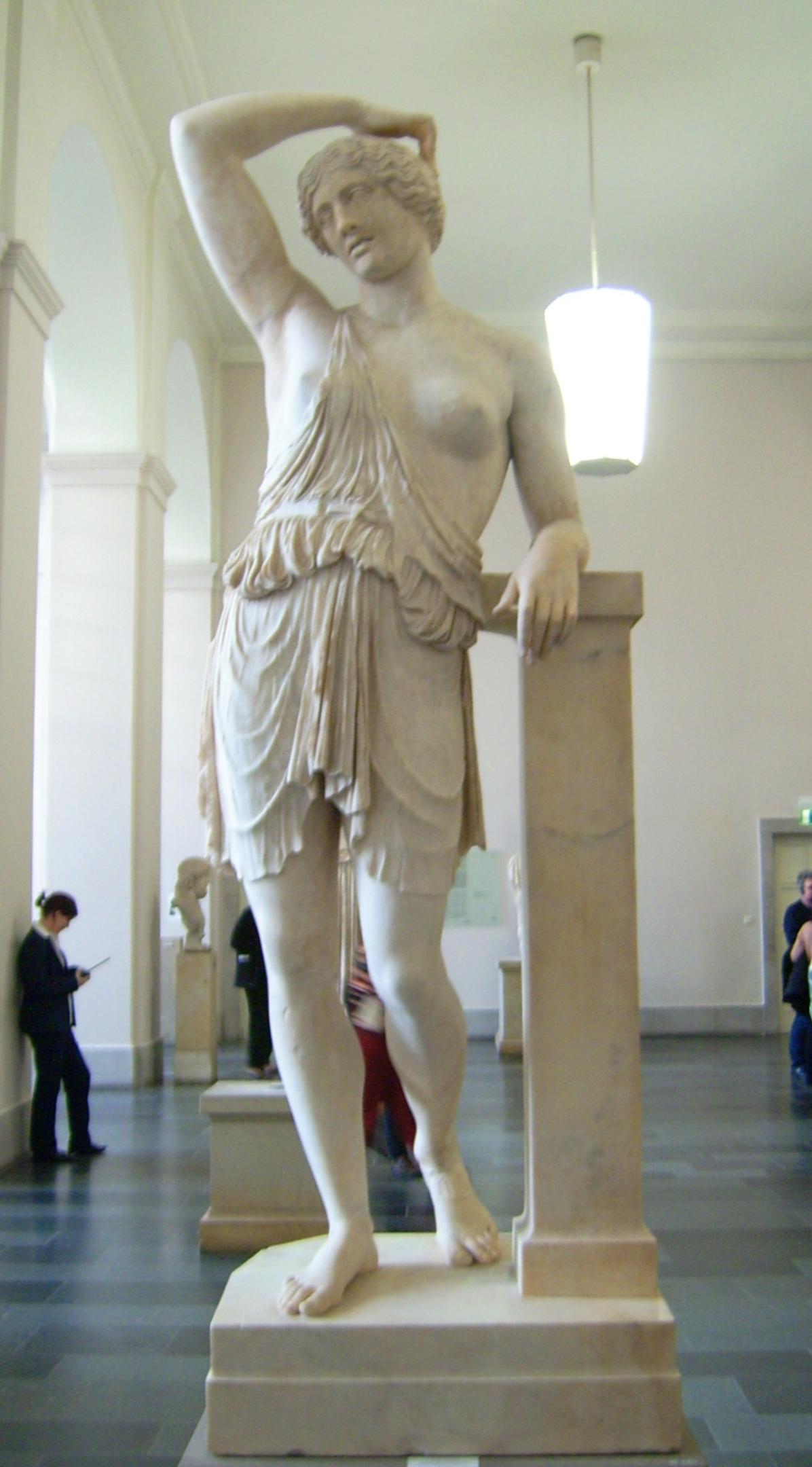
Amazone Typus Sciarra, gefunden 1868 im Vicolo di S. Nicolò di Tolentino in Rom (ehemals Gärten des Sallust), Staatliche Museen zu Berlin, Antikensammlung

Die Amazonen waren nach der griechischen Mythologie Völker, bei denen Frauen Kriegerinnen und herrschende Königinnen waren. Räumlich sollen sie am Schwarzen Meer, im Gebiet des Kaukasus, in Nordanatolien aber auch in Karien, Lykien und Libyen gelebt haben. Einige Amazonen waren zudem Gründerinnen bedeutender Städte. Erste Erwähnungen finden sich in den Schriften von Homer.
In der Kunstinstallation The Dinner Party repräsentieren die Amazonen die Tradition mächtiger weiblicher Krieger und den Wert von Frauengemeinschaften. Die Amazonen sind im Gedeck symbolisch vertreten. Das Gedeck repräsentiert die Amazonen als Kriegerinnen und als Anbeterinnen der Götter. Die Farbpalette, mit der es gestaltet ist, besteht aus Schwarz, Rot und Weiß, da diese Farben für Amazonen traditionell in der künstlerischen Darstellung verwendet werden.
Der Teller trägt die Abbildung von Brüsten, die mit Gold und Silber wie mit einem Brustpanzer bedeckt sind, welchen Kriegerinnen im Kampf trugen. Weiter befinden sich auf ihm Abbildungen von zwei Doppeläxten, einem weißen Ei, einem roten Halbmond und einem schwarzen Stein, die alle mit den Amazonen assoziiert sind. Doppeläxte waren in der minoischen Zeit ein Element der Anbetung der Götter.
Der Platzläufer greift die auf dem Teller verwendeten Symbole auf. Das weiße Ei, die roten Halbmonde und die Doppeläxte sowie die Brustpanzer sind auf ihm abgebildet. Ein Dreieck als Symbol für das Göttliche und die Weiblichkeit bildet die Basis für das Ei und die Halbmonde. Die vor der Vorderseite des Läufers benutzte Schlangenhaut war ein Material, welches Amazonen im Kampf trugen. Die Schnürungen an den Seiten greifen die Bindungen der Kriegsstiefel auf, die auf dem Pergamonaltar zu sehen sind. Sowohl die Titanblätter der Äxte als auch die Schnürung sind mit französischen Knoten aus Kupferfasern gebunden, die von den Nieten an den Stiefeln der Amazonen stammen. Das Bild der Axt wiederholt sich im leuchtenden Großbuchstaben „A“ auf der Vorderseite des Läufers.
| Name        | Schreibweise auf der Kachel | Geburtsdatum | kulturräumliche Zuordnung     | Bemerkungen | Bild |
| ----------- | --------------------------- | ------------ | ----------------------------- | --- | ---- |
| Aegea       | Egee                        | N/A          | Griechische Mythologie Libyen | In der griechischen Mythologie wird sie als Königin der Amazonen vorgestellt und gilt als eponyme Heroine des Ägäischen Meeres, in dem sie ihren Tod gefunden haben soll. In der zum Kunstwerk zugehörigen Beschreibung wird sie als Königin der Amazonen beschrieben, die von Libyen nach Kleinasien zog, um bei Troja zu kämpfen. |      |
| Antiope     | Antiope                     | N/A          | Griechische Mythologie        | Teil des Theseus- und des Herakles-Mythos. In die Liste wurde sie als Krieger-Königin der Amazonen aufgenommen, als Schwester der Königin Hippolyte und Tochter von Ares, dem Gott des Krieges. |      |
| Eurypyle    | Eurpyle                     | N/A          | Mesopotamien                  | Nach der Beschreibung im Kunstwerk habe in einer Legende die nubische Amazonenkönigin Eurypyle um 1760 v. Chr. eine rein weibliche Expedition gegen Ninive und Babylon angeführt. |      |
| Hiera       | Hiera                       | N/A          | Griechische Mythologie        | Hiera als Frau von Telephos, führte beim Einfall der Hellenen im Trojanischen Krieg die mysischen Frauen zu Pferde an. |      |
| Hippolyte   | Hippolyte                   | N/A          | Griechische Mythologie        | Tochter der Amazonenkönigin Otrere und des olympischen Kriegsgottes Ares. Im Theseus- und im Herakles-Mythos ist sie selbst Königin der Amazonen. |      |
| Lampeto     | Lampedo                     | N/A          | Griechische Mythologie        | Amazonenkönigin, in der römischen Geschichtsschreibung erwähnt, regierte mit ihrer Schwester Marpesia. Die beiden sollen die Töchter des Mars gewesen sein. |      |
| Marpesia    | Martesia                    | N/A          | Griechische Mythologie        | Amazonenkönigin, in der römischen Geschichtsschreibung erwähnt, regierte mit ihren Schwestern Hippo und Lampeto. Durch eine Reihe militärischer Eroberungen erweiterten sie das Reich der Amazonen. Sie wurde in einer Schlacht getötet und von ihren Töchtern Sinope und Orithya abgelöst. |      |
| Medusa      | Medusa                      | N/A          | Griechische Mythologie        | In der griechischen Mythologie eine Gorgone, Tochter der Meeresgottheiten Phorkys und Keto, Schwester von Stheno und Euryale. Nachdem Athene sie mit Poseidon beim Liebesspiel überraschte, wurde sie in ein Ungeheuer verwandelt, dessen Anblick jeden zu Stein erstarren ließ. Perseus enthauptete sie und ihrem Körper entsprangen Pegasos und Chrysaor.                                                                                        |      |
| Myrina      | Myrine                      | N/A          | Griechische Mythologie        | Nordafrikanische Amazonenkönigin, leitete eine militärische Expedition in Libyen, besiegte die Atlanter, schloss ein Bündnis mit dem Herrscher Ägyptens und eroberte weitere Städte und Inseln, unter ihnen Lesbos. Die ihr nachfolgenden Herrscherinnen nahmen den Titel Myrine als Ehrentitel an, um sie für ihre Bemühungen, das Königreich zu erweitern, zu ehren.                                                                             |      |
| Orithyia    | Orinthya                    | N/A          | Griechische Mythologie        | Königin der Amazonen, Tochter von Marpesia. Regierte mit ihren Schwestern Antiope und Hippolyte. Sie führte die Amazonen in die Schlacht gegen die Athener und schloss ein Bündnis mit den Skythen, um Skythen-Sklaven in Athen für ihre Sache zu nutzen. Der Konflikt wurde durch Herakles ausgelöst, der den magischen Gürtel der Königin Hippolyte gestohlen hatte.                                                                             |      |
| Penthesilea | Penthesilia                 | N/A          | Griechische Mythologie        | Tochter der Amazonenkönigin Otrere und des olympischen Kriegsgottes Ares. Sie tötete versehentlich ihre Schwester Hippolyte bei einem Jagdunfall, kam den schwer bedrängten Trojanern mit ihren Kriegerinnen zu Hilfe, wurde von Achilles besiegt. |      |
| Thalestris  | Thalestris                  | N/A          | Griechische Mythologie        | Letzte Amazonenkönigin, die namentlich genannt wird. Sie soll im Jahr 330 v. Chr. den Makedonenkönig Alexander den Großen während dessen Asienfeldzug getroffen haben. Moderne Forscher halten sie für eine erfundene Person. Im Kunstwerk wird beschrieben, dass ihr Anliegen gewesen sein soll, Kinder mit außergewöhnlichem Mut und Intelligenz zu züchten und so brachte sie 300 Amazonen zu Alexander dem Großen. Das Ergebnis ist unbekannt. |      |

Einzelnachweise
1. ↑  Brooklyn Museum: Amazon. In: brooklynmuseum.org. Abgerufen am 28. September 2019.
2. ↑  Brooklyn Museum: Egee. In: brooklynmuseum.org. Abgerufen am 22. September 2019.
3. ↑  Brooklyn Museum: Thalestris. In: brooklynmuseum.org. Abgerufen am 28. September 2019.